# Pukkisaari (ö i Kymmenedalen, Kouvola, lat 60,91, long 26,68)
Pukkisaari är en ö i Finland. Den ligger i sjön Kuusaanlampi och i kommunen Kouvola i den ekonomiska regionen  Kouvola ekonomiska region  och landskapet Kymmenedalen, i den södra delen av landet, 130 km nordost om huvudstaden Helsingfors. Öns area är 1,8 hektar och dess största längd är 270 meter i nord-sydlig riktning.